# Route Lhassa – Katmandou
La route Lhassa – Katmandou est l'un des grands axes routiers de franchissement de l'Himalaya. Longue de 920 km, elle relie Lhassa, la capitale de la région autonome du Tibet en République populaire de Chine, et Katmandou, la capitale du Népal.
Le tronçon sur territoire népalais, long de 114 km, est connu sous le nom de Route Araniko, en référence à Araniko (Arniko Highway ou Arniko Rajmarg) et relie Katmandou au village frontière de Kodari en passant par Dolalghat et Barabisé.
Au Tibet, la route, longue de 806 km, constitue la partie la plus occidentale de la Route nationale de Chine 318 (China National Highway 318), qui relie Shanghai à Zhangmu (Dram). Au départ de Lhassa, elle franchit trois cols à plus de 5 000 m d'altitude (Gyatso La : 5 260 m, Lalung La : 5 050 m, Tong La : 5 150 m) et passe par Shigatse, Lhatsé, Tingri, Nyalam (Tsongdu) jusqu'à la ville frontalière de Zhangmu (Dram).
Les deux routes sont parfois regroupées sous l'appellation unique de « route Chine – Népal » (China-Nepal Highway) ou « route de l'Amitié » (Friendship Highway), la première ayant les faveurs des publications chinoises contemporaines et la deuxième celle de l'industrie touristique.  
C'est une artère commerciale importante ainsi qu'un itinéraire touristique prisé au Tibet tant pour son intérêt culturel que pour la beauté des paysages traversés.

## Importance historique, stratégique et commerciale
La route automobile reliant Katmandou à Lhassa fut construite dans les années 1960 pour faciliter le commerce entre le Népal et le Tibet. Avant la route, il fallait en effet environ 45 jours pour se rendre de Katmandou à Lhassa par le col de Kouti (en népalais) ou Nyalam (en tibétain). Le transport des hommes et des marchandises était assuré, côté Tibet, par des mules, de petits chevaux, des yaks, et, côté Népal, principalement par des porteurs.
Dès 1956, le Népal avait été relié à New Delhi par une route moderne construite grâce à l'assistance indienne. Le projet de remplacer l'ancienne piste Katmandou-Lhassa par une liaison moderne apparaît dès 1956 mais  l'insurrection au Tibet (entre 1956 et 1959) en retarde la mise en chantier. À la suite de l'adoption en 1960, par le roi du Népal, Mahendra, d'une politique pro-chinoise, les bons rapports instaurés entre les deux pays aboutissent à l'accord du 15 octobre 1961 sur la construction de la route (Highway Construction Agreement) qui suit de peu la ratification d'un traité frontalier. Le chantier sera conduit par des techniciens chinois dans le cadre de l'aide apportée par la Chine au Népal. Mal vu par le gouvernement indien, alors en froid avec la Chine à cause de l'Aksai Chin, cet accord suscita dans certains milieux indiens la vision de chars chinois dévalant vers Delhi. Le roi Mahendra passa outre, faisant remarquer que le communisme n'immigre pas en taxi. La route Arniko fut inaugurée le 26 mai 1967.
La route de l'Amitié avait été précédée en 1954 par la « route de la Liberté » (en anglais Freedom Highway), joignant Xining à Lhassa, elle-même doublée par la ligne ferroviaire Qing-Zang depuis 2006.

## Tracé

### Lhassa - Shigatsé
Partant de Lhassa, la route suit la rivière Kyi chu (ou rivière de Lhassa) sur environ 60 km jusqu'à la confluence de cette dernière avec le fleuve Yarlung (qui prend le nom de Brahmapoutre en Inde) à Chushul. La route longe ensuite la vallée du Yarlung jusqu'à Shigatsé, la 2e plus grande ville de la région autonome et résidence traditionnelle des panchen-lamas.
Une ramification de la route traverse le Yarlung à Chusul puis franchit le col de Gampa (ou Kampa) à 4 800 m d'altitude, longe la rive du lac Yamdrok Yutso avant de franchir le col de Kara à 5 045 m d'altitude, au pied du pic Noijin Kangsang puis de parcourir la vallée de la rivière Nyang jusqu'à Shigatsé en passant par Gyantsé.

### Shigatse - Lhatsé
Passé Shigatse, la route quitte la vallée du Yarlung en direction de Narthang et poursuit en direction de l'ouest jusqu'à Lhatsé où elle rejoint à nouveau la vallée du Yarlung.

### Lhatsé - Tingri
Juste après Lhatsé, la route oblique vers le sud-est à Chapu et quitte la vallée du Yarlung. Elle traverse la ligne de partage des eaux entre le Brahmapoutre et le Gange au col de Gyatso, le plus élevé de toute la route à 5 260 m d'altitude. Dévalant ensuite, moyennant un dénivelé de 1 000 m, jusque dans la plaine alluviale de la rivière Bum (qui devient la rivière Arun au Népal), la route passe devant Shekar ou Shelka (le nouveau Tingri) puis traverse le vieux Tingri (deux villes qui constituent la porte d'accès au monastère de Rongbuk et au flanc nord de l'Everest).

### Tingri - Zhongmu
Continuant toujours en direction du sud-ouest, la route franchit le col de Lalung (5 050 m) puis, peu après, celui de Tong (ou Yakri Shung ou Yakrushong) (5 150 m), qui marque la ligne de partage des eaux entre la rivière Bum et la rivière Matsang Tsangpo (ou Sun Kosi pour les Népalais). La route de l'Amitié longe ensuite le Matsang Tsangpo jusqu'à l'ancien comptoir commercial de Nyalam (3 900 m) puis traverse des gorges verdoyantes jusqu'à Zhongmu. La route se termine au pont de l'Amitié (en anglais Friendship Bridge) à la frontière entre la Chine et le Népal, à l'altitude d'à peine 1 750 m.

### Kodari - Katmandou
Entre la ville frontière de Kodari et Katmandou, la route de l'Amitié devient l'Arniko Rajmarg, la route Araniko (en anglais Araniko Highway). Elle a 116 km de longueur et passe par Barabisé et Dolalghat.

## Entretien
La route exige beaucoup d'entretien. En effet, sortie de la plaine de la vallée du Tsangpo, elle franchit des reliefs dont les pentes se délitent et s'éboulent fréquemment, même en saison sèche, bloquant le passage.

## Monuments et paysages
La route permet d'admirer des monuments culturels importants, la haute vallée du Yarlung Tsangpo, de vastes étendues de prairies, des massifs montagneux, dont cinq des plus hauts sommets du monde : l'Everest, le Lhotse, le Makalu, le Cho Oyu et le Shishapangma.

## Galerie

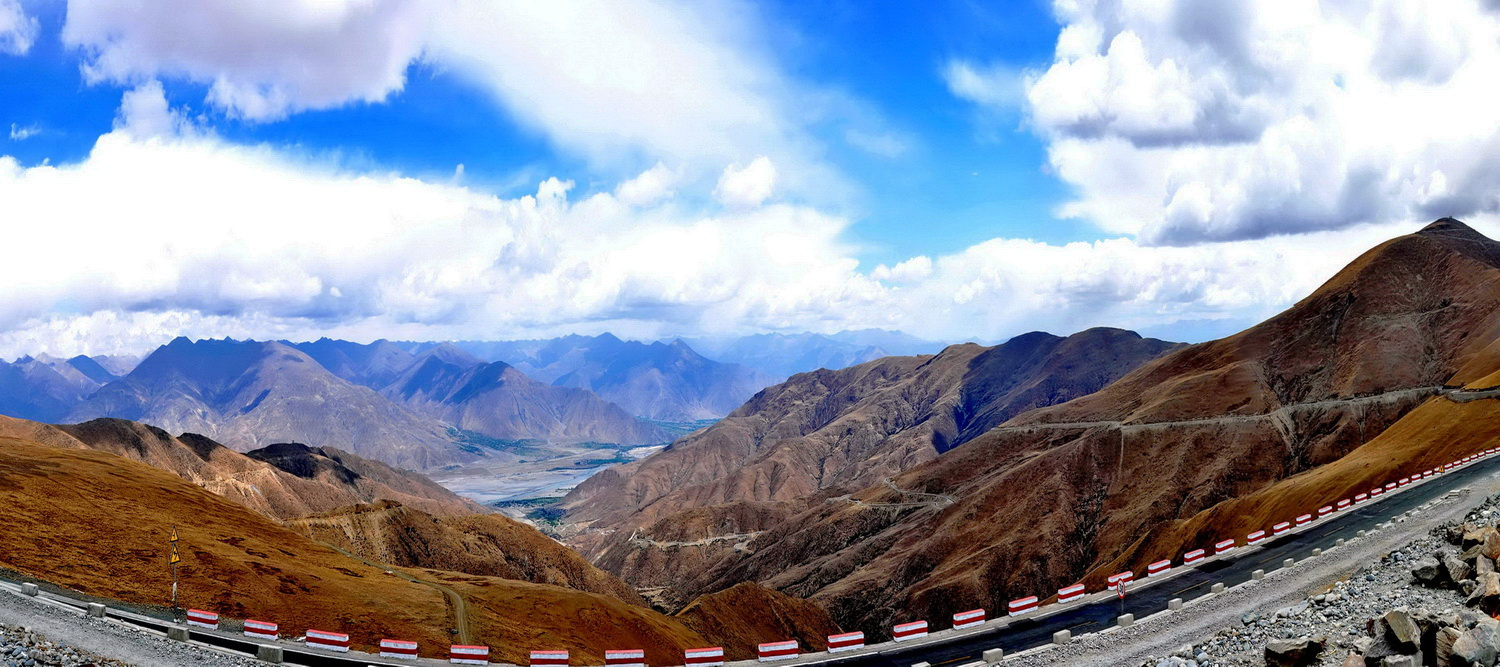
RN S307 : Col de Kampa (4 800 m), premier col après Lhassa.
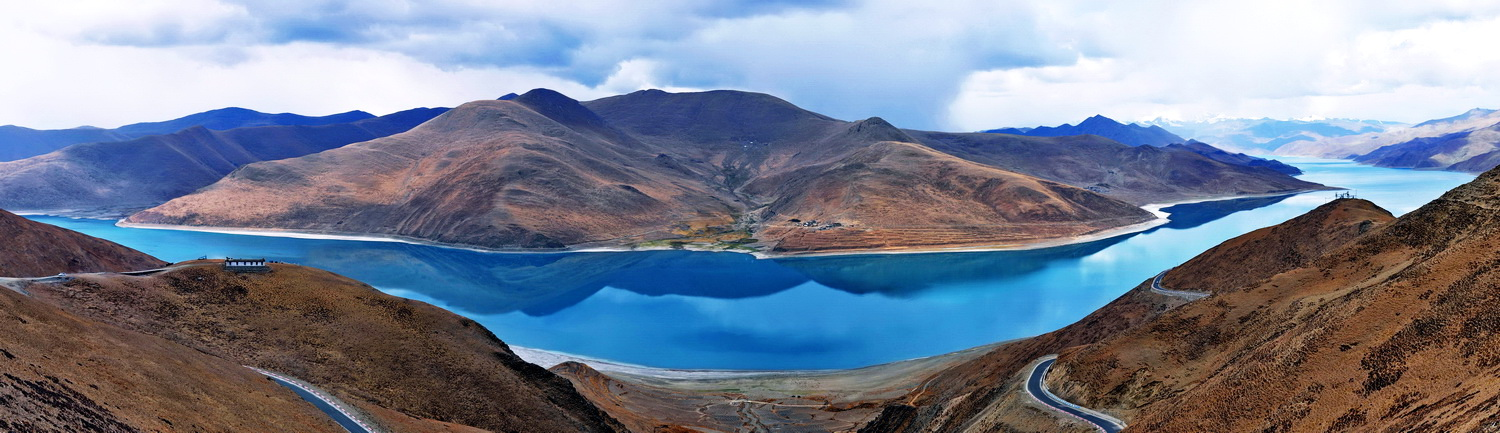
Lac Yamdrok-Tso depuis le col de Kampa.
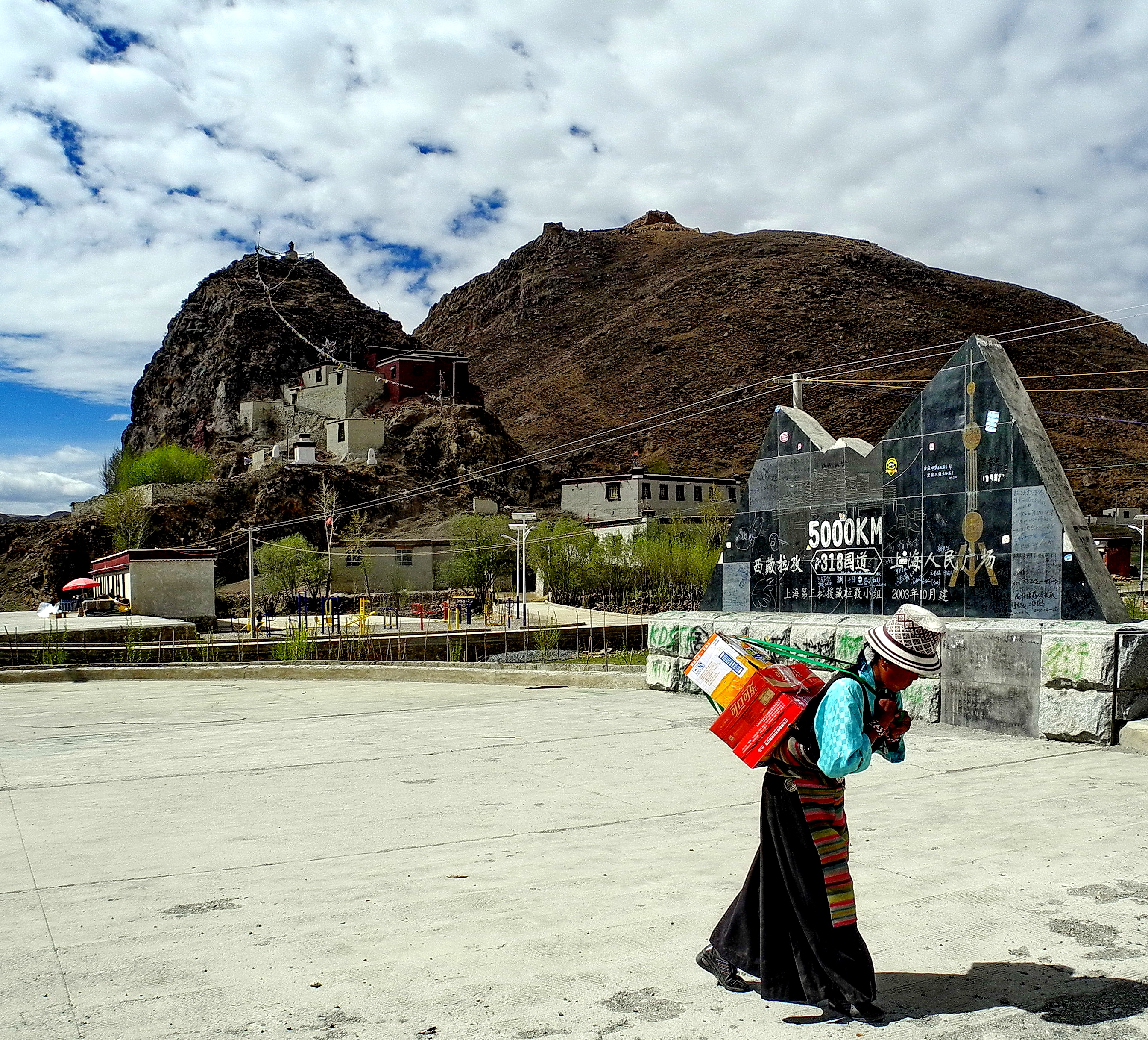
RN G318 après Shigatse : PK 5000 depuis Shanghai.
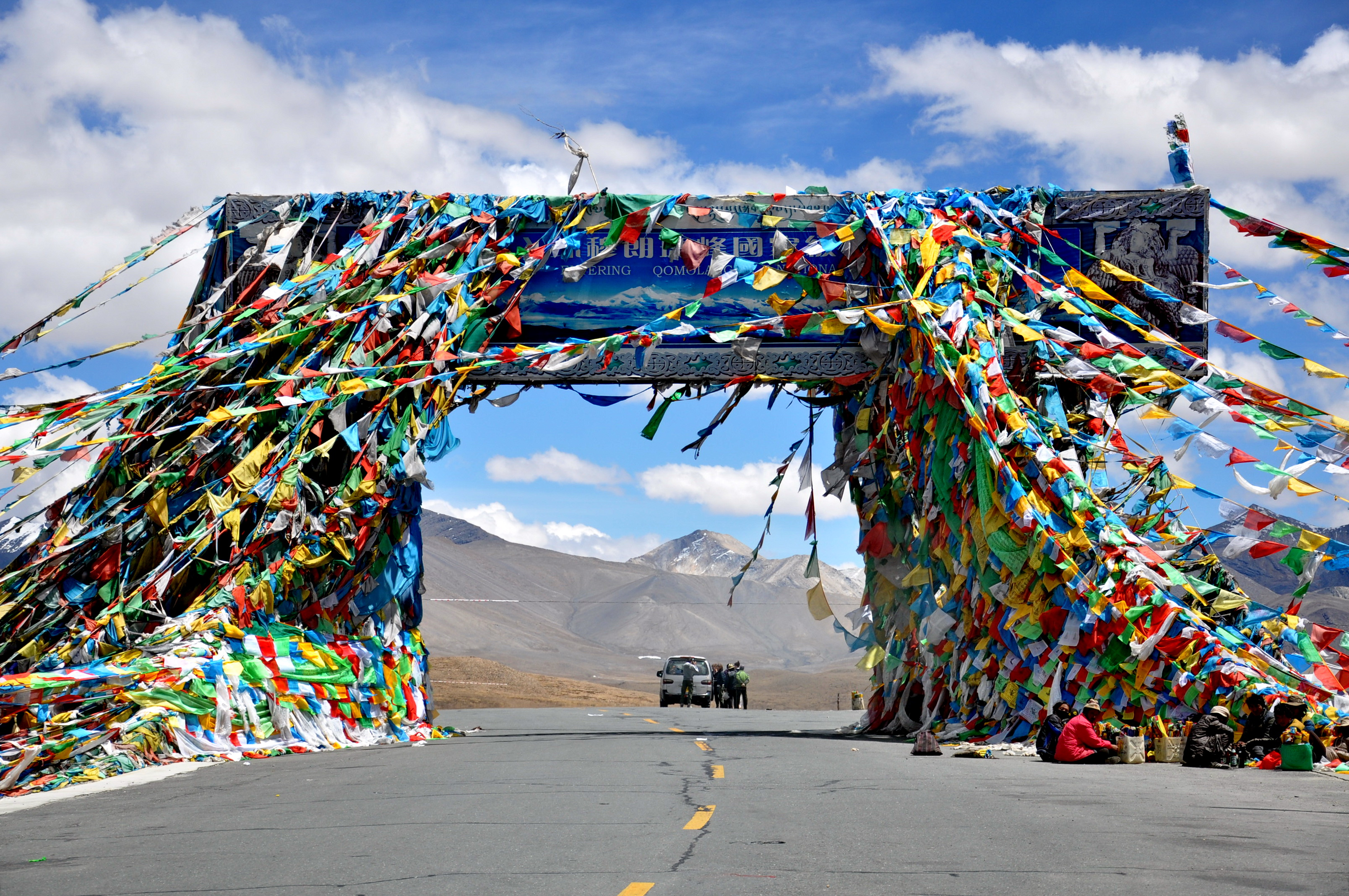
RN G318 : col de Gyatso (aussi connu sous le nom de Lhakpa) (5 260 m), après Lhatsé.
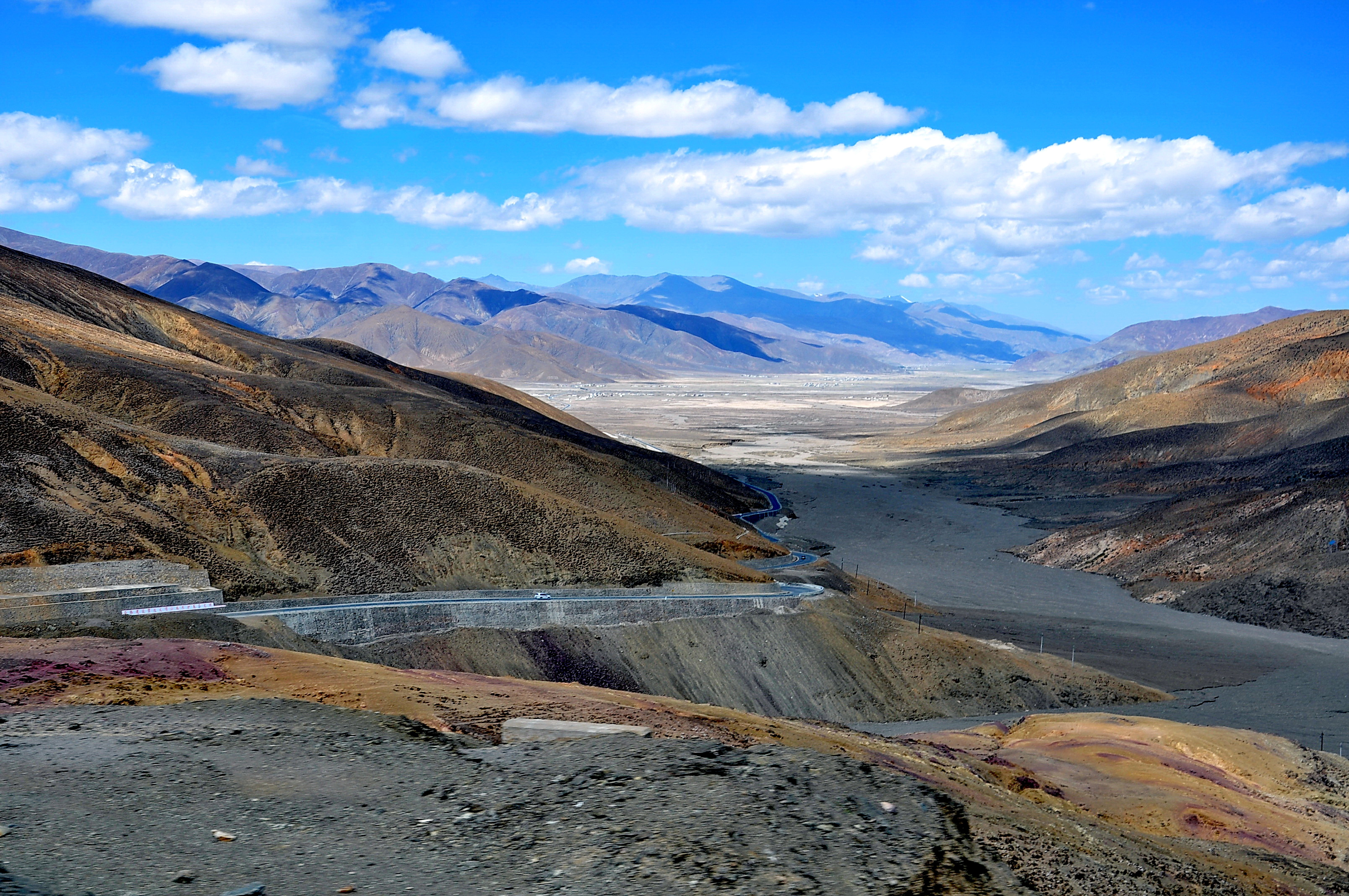
RN G318 : Xiamude (après Tingri), et avant le col de Lalung (5 050 m).
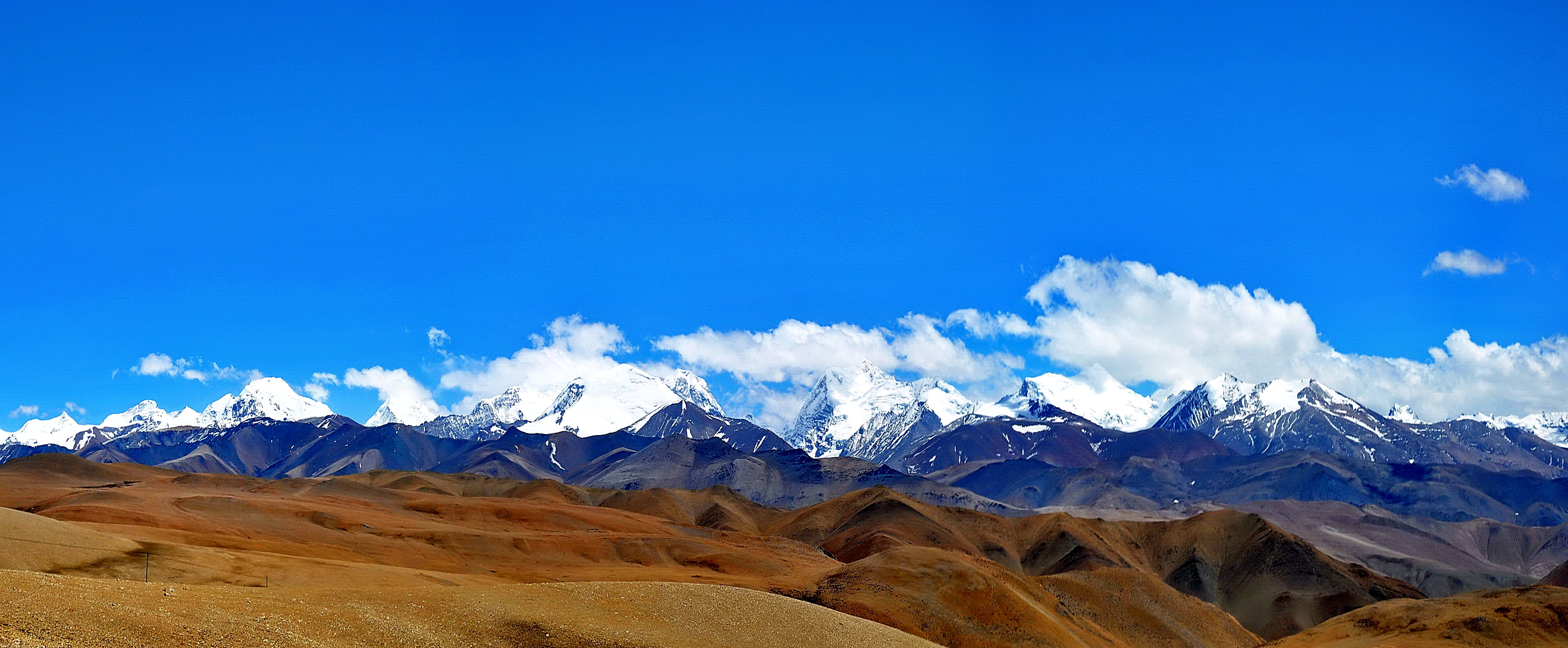
RN G318 au col de Tong La (5 150 m): vue sur le massif du Lapche Kang (7 367 m), .
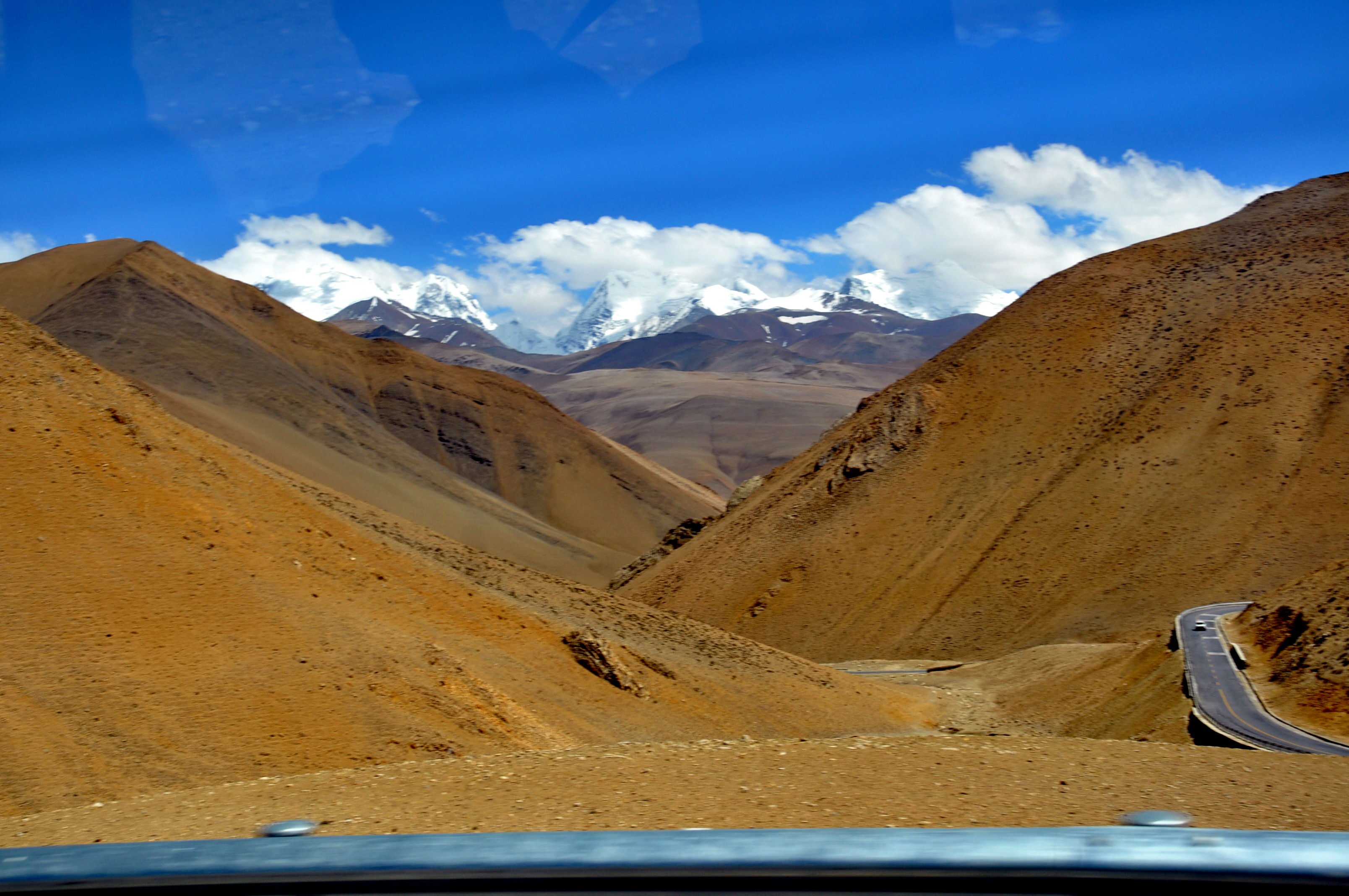
RN G318 : descente depuis le col de Tong La
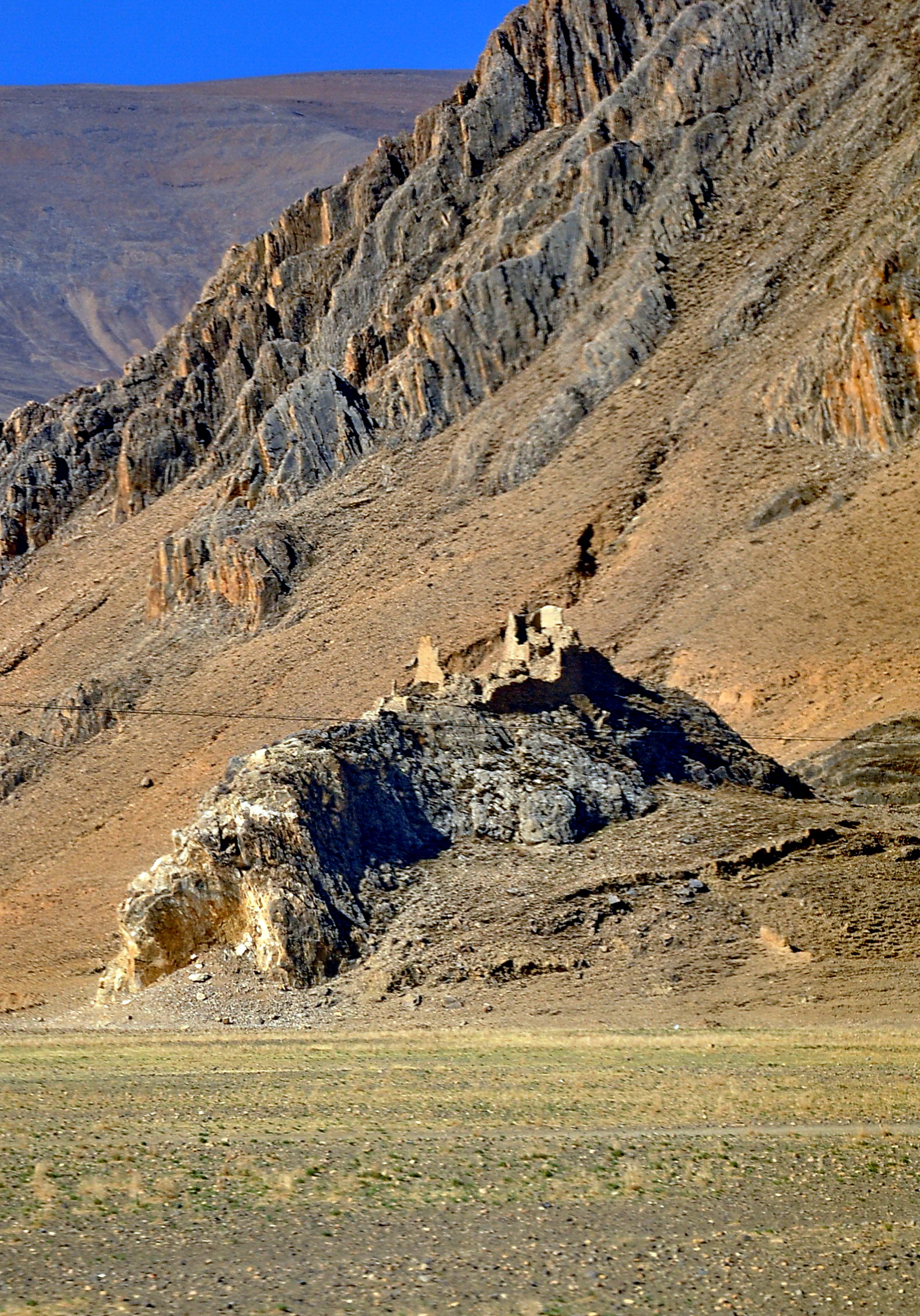
RN G318 : Forteresse frontalière (XVIIIe).
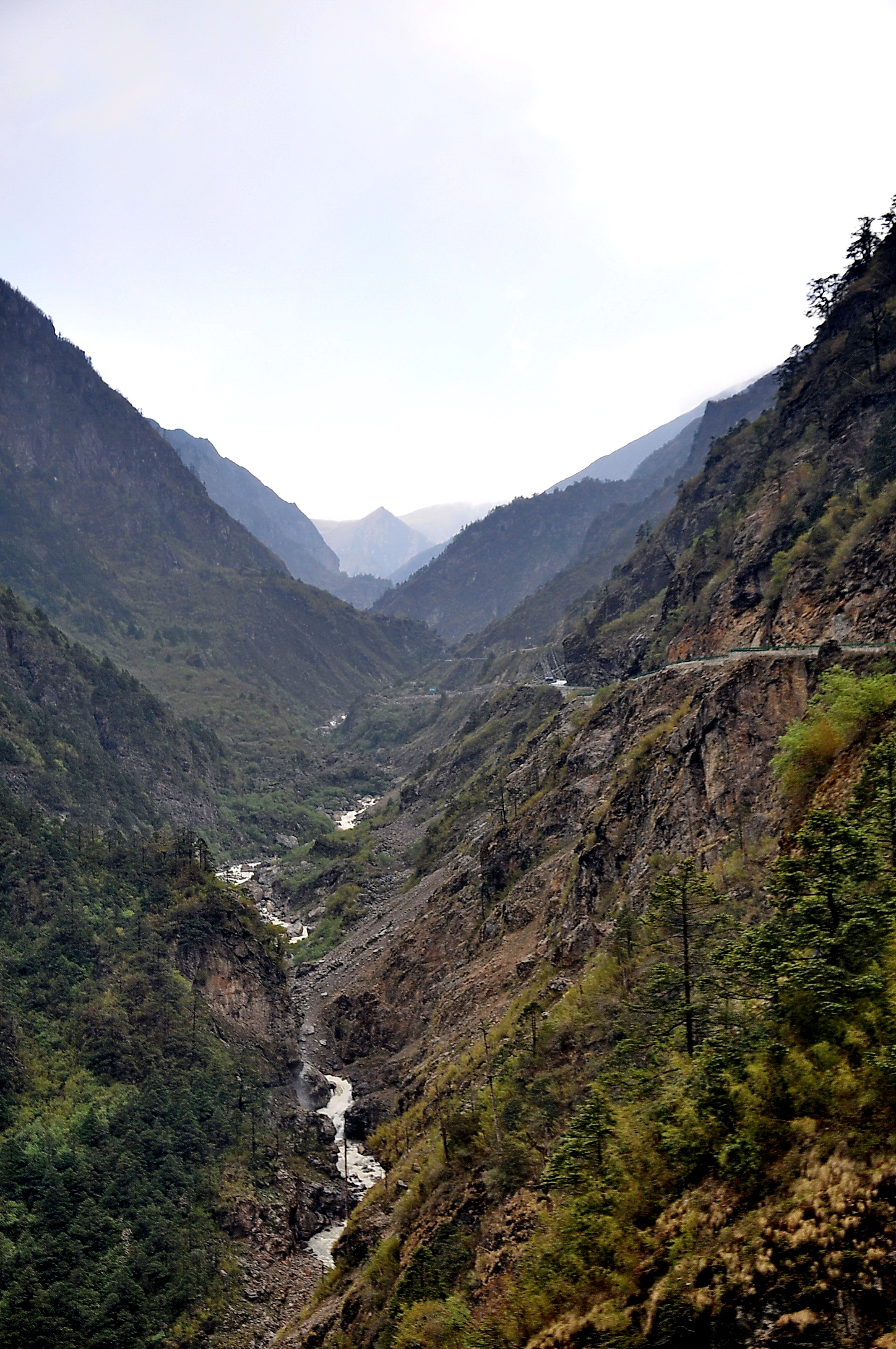
RN G318 dans les gorges de Nyalam vers Zhangmu.
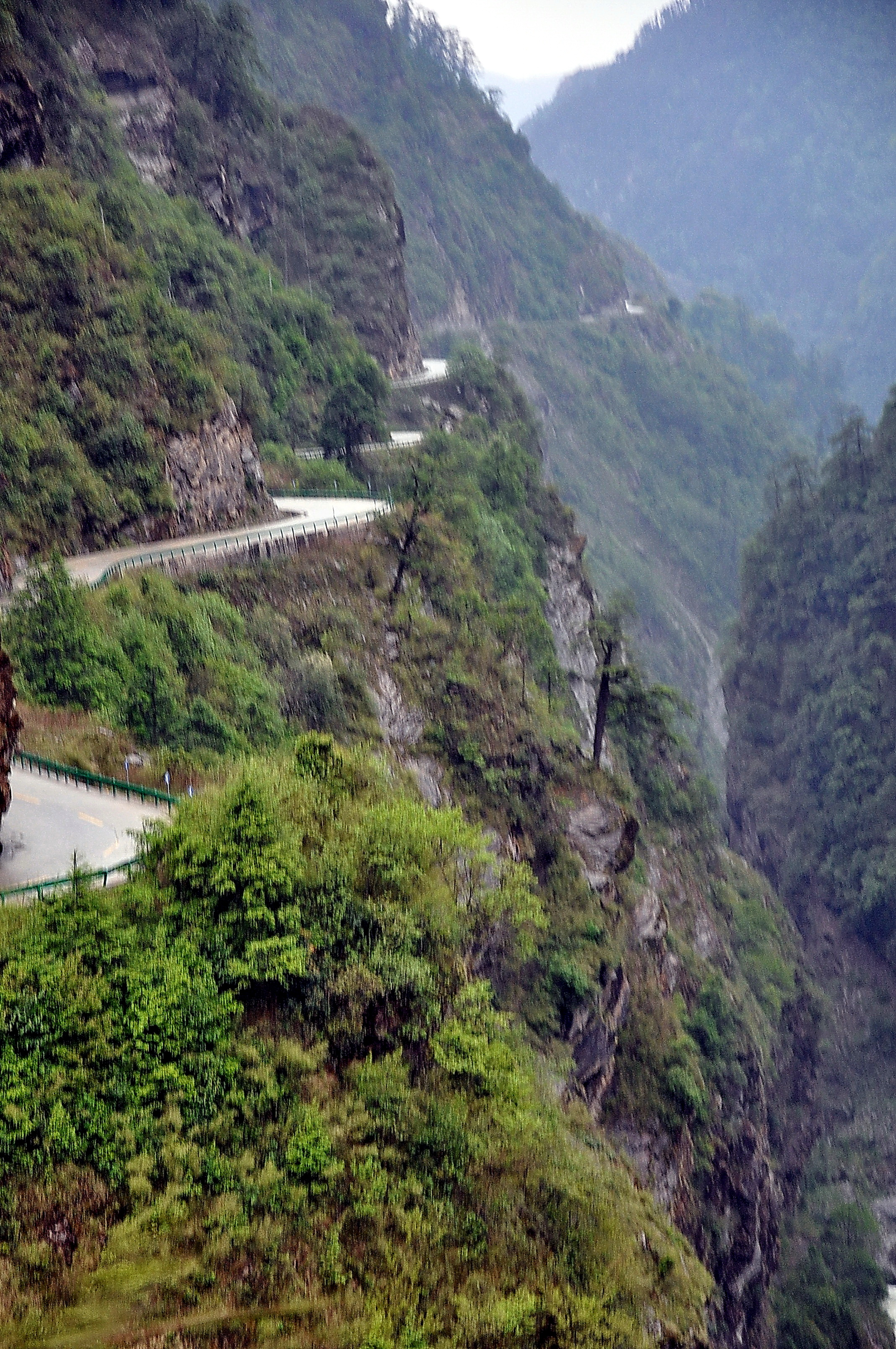
RN G318 dans les gorges de Nyalam vers Zhangmu.
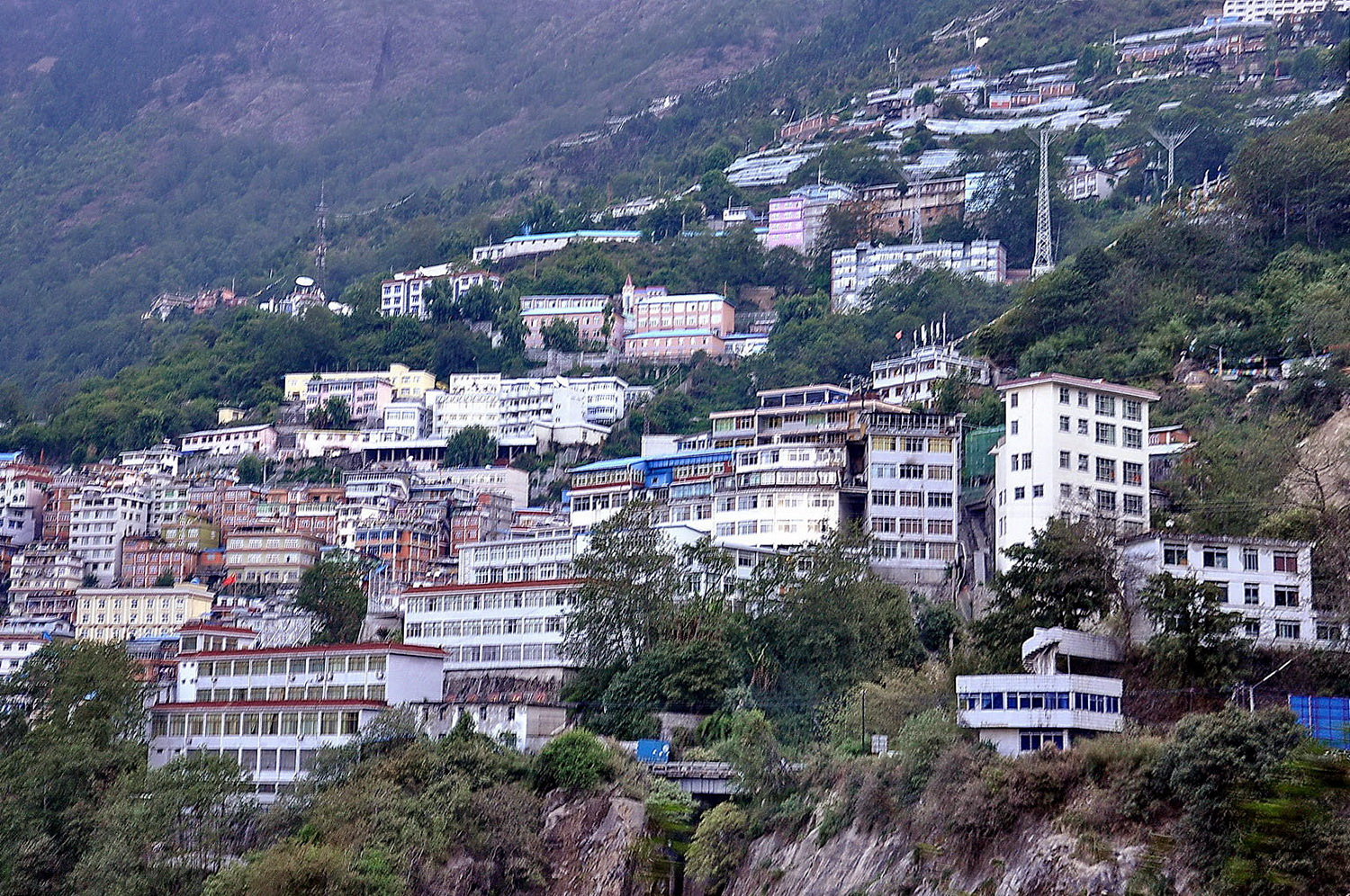
Zhangmu, ville frontière.
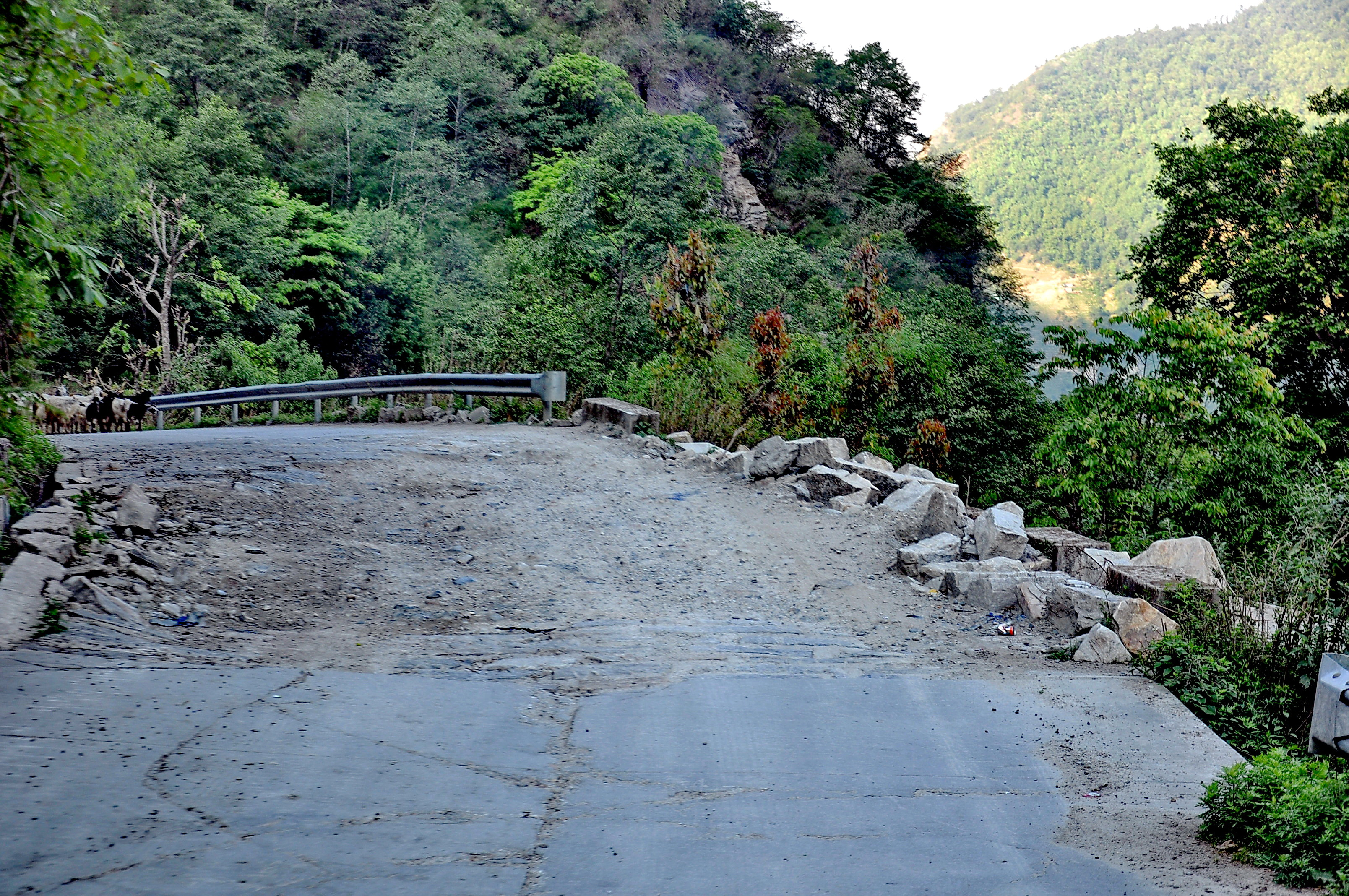
Gorges de Nyalam après Zhangmu : effondrement de la route (très fréquent en période de  pluies).
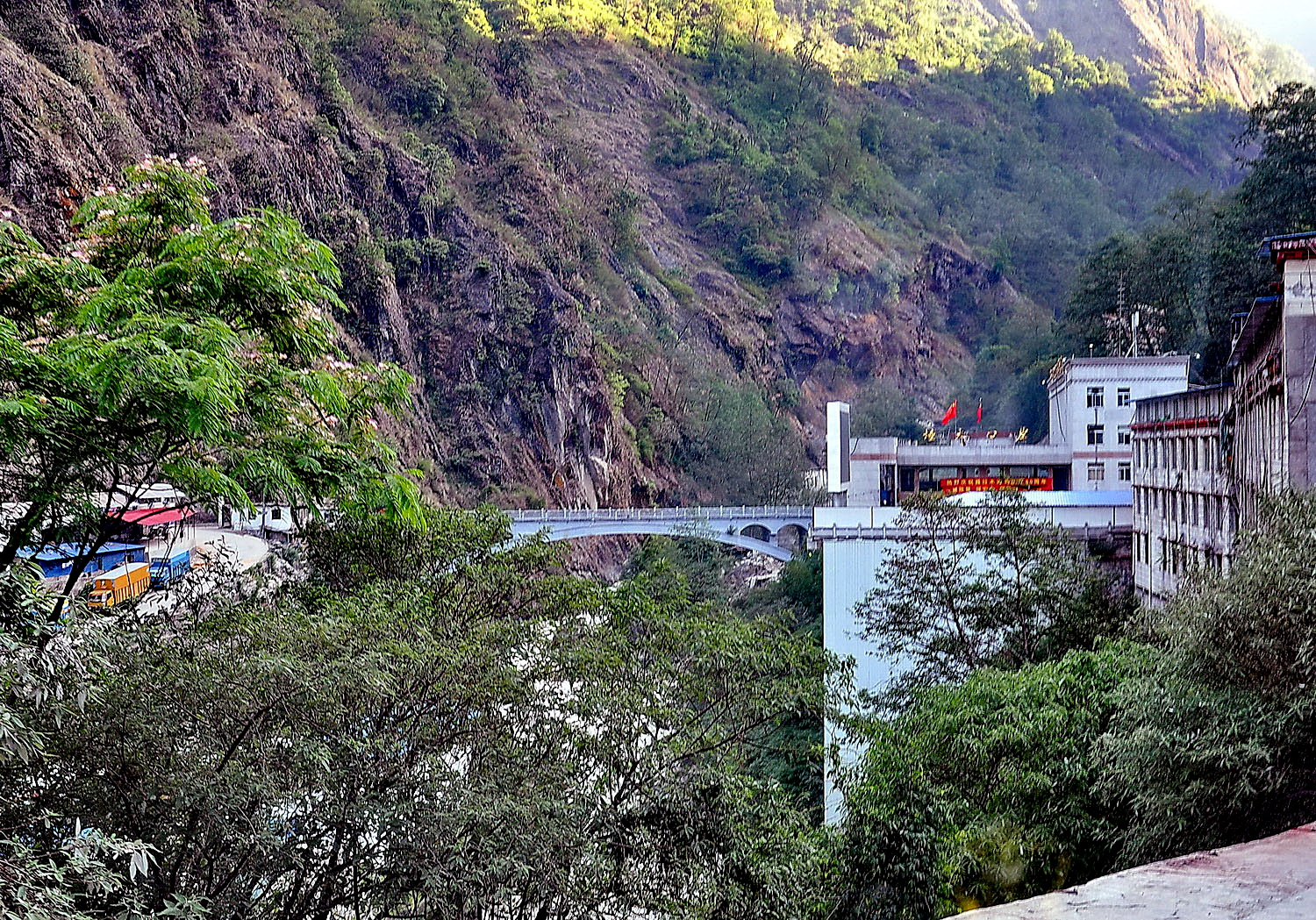
Pont de l'Amitié entre Zhangmu et Kodari.
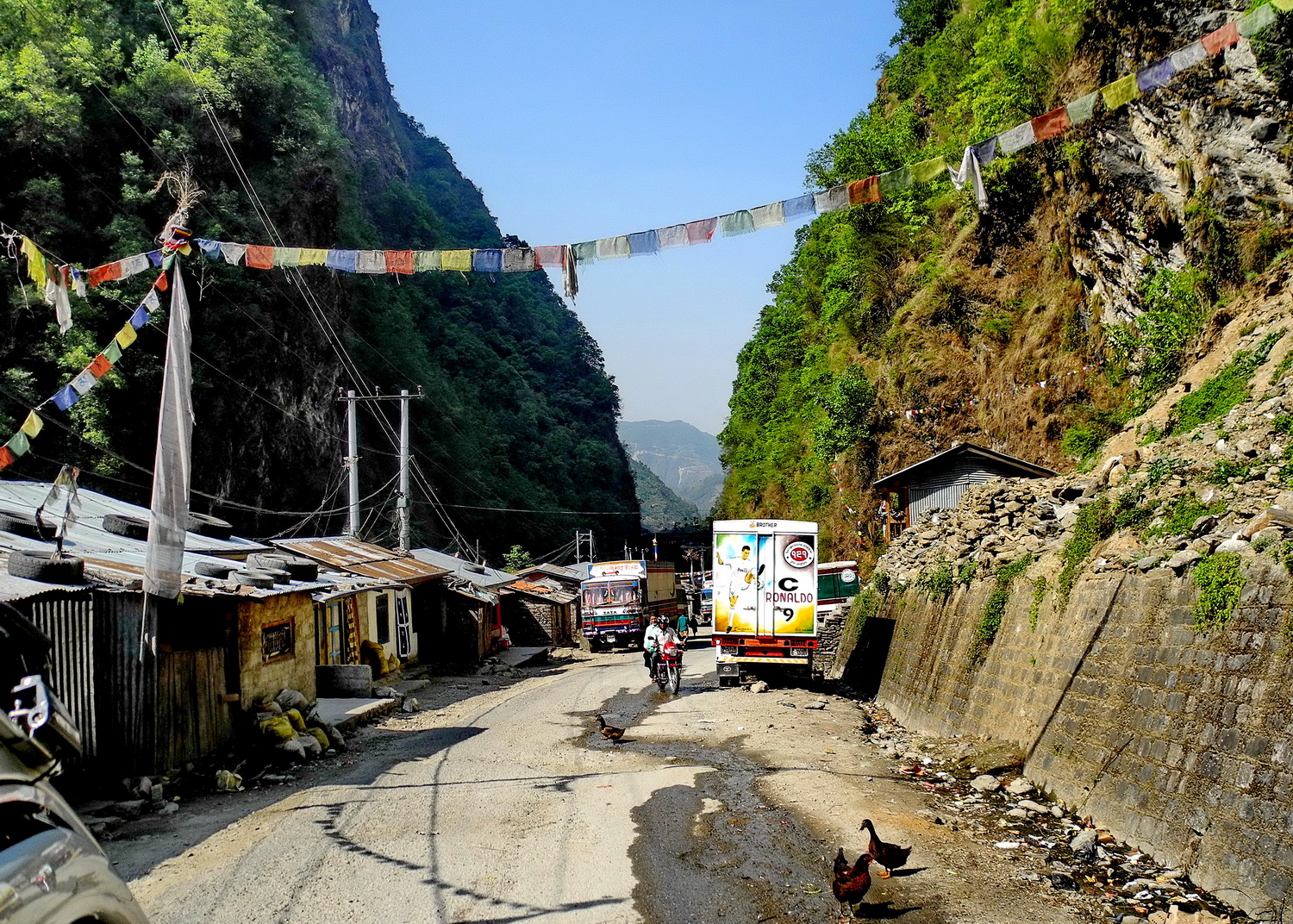
Route Araniko à Kodari (Népal) après la frontière avec la Chine.
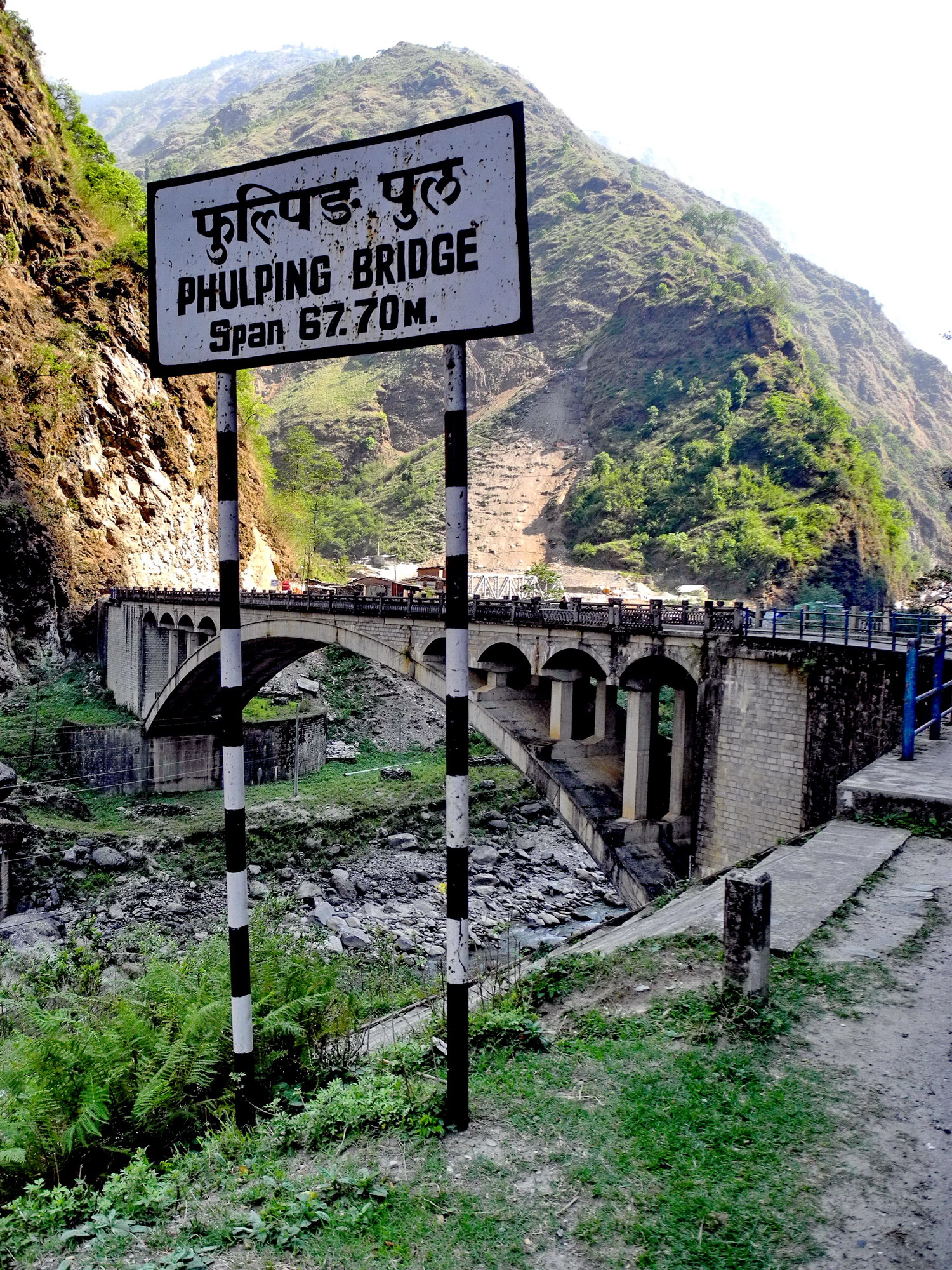
Route Araniko : pont de Phulping, peu après la frontière.
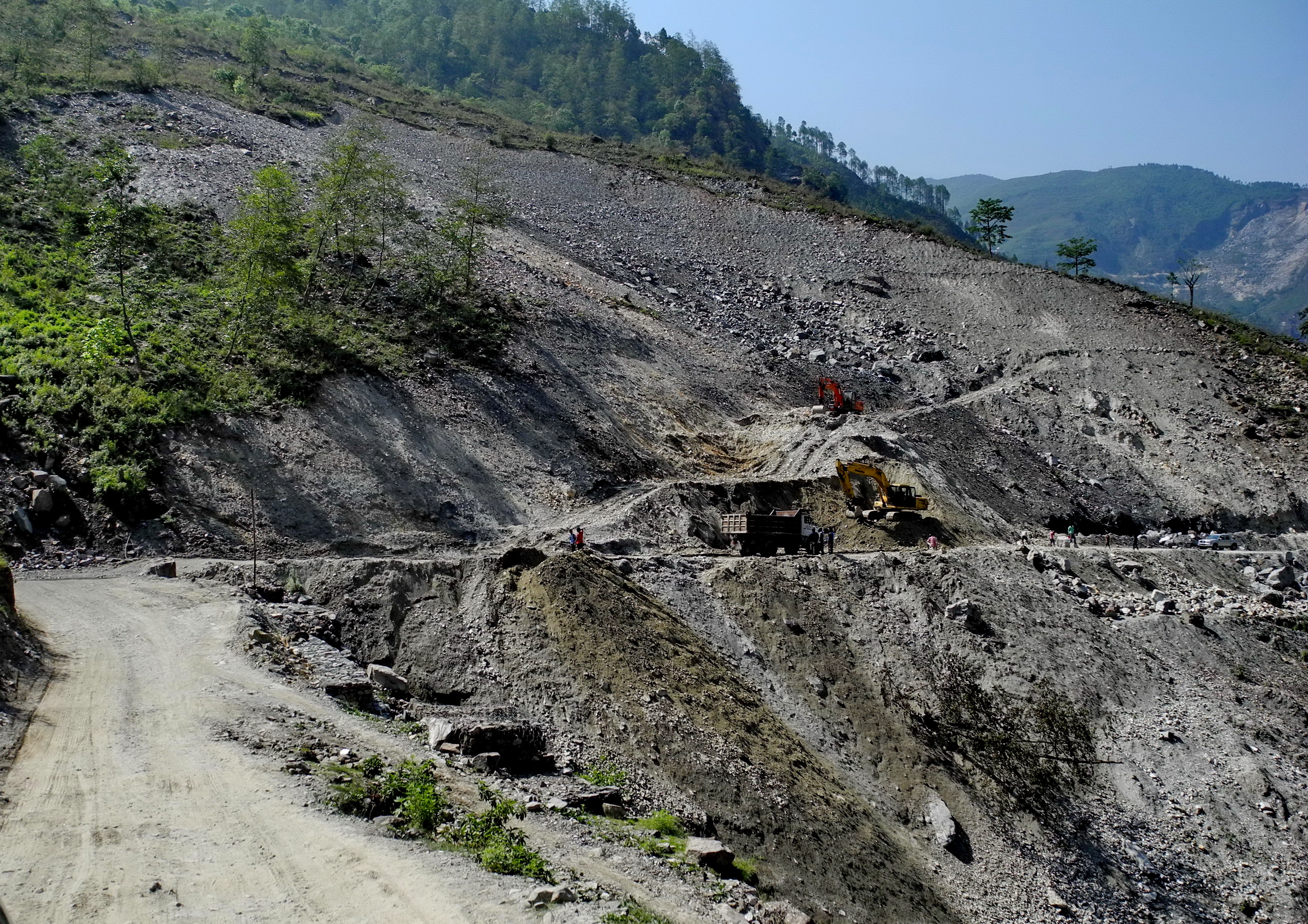
Route Araniko à Kodari, juste après la frontière avec la Chine.
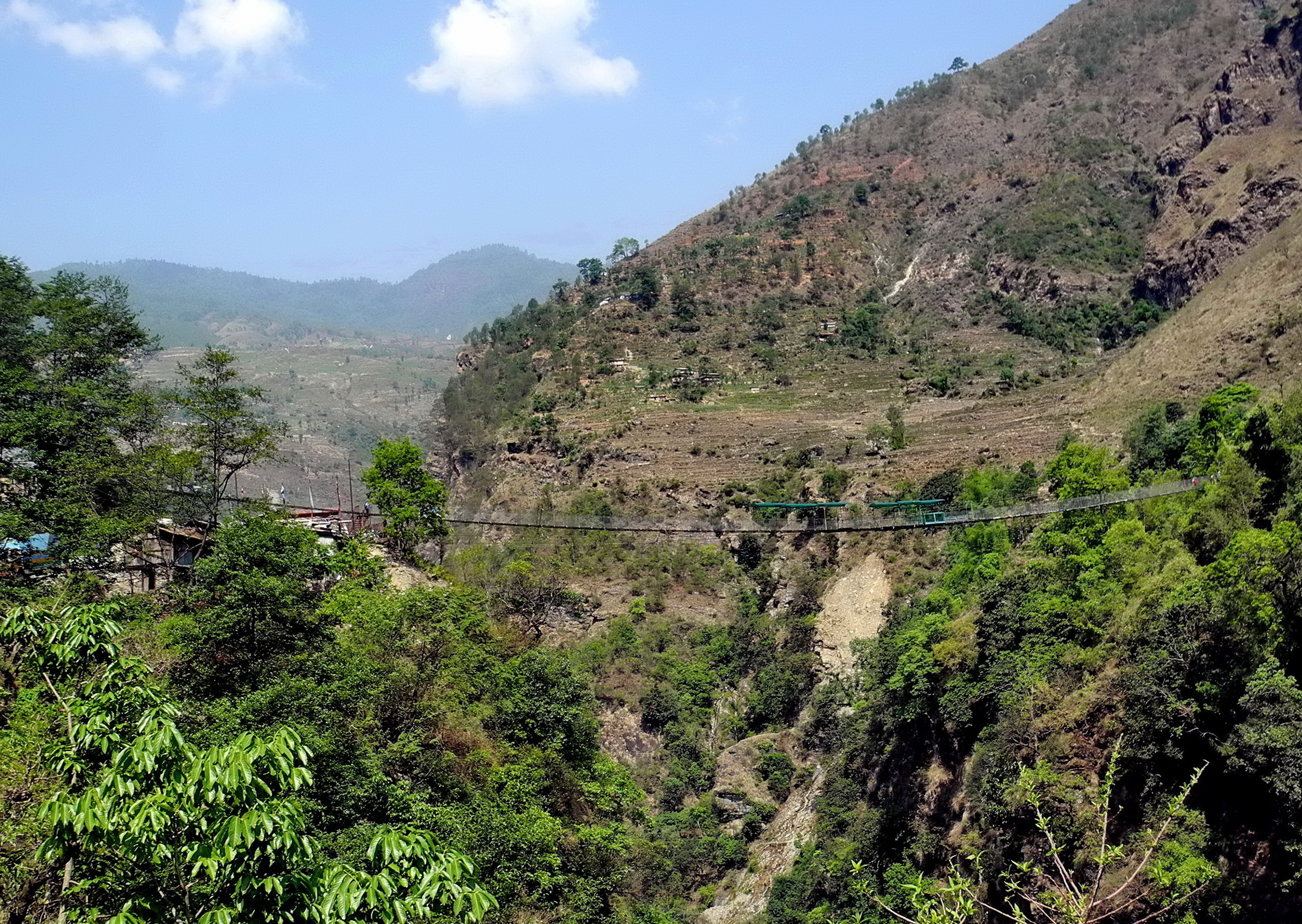
Kodari, dernier pont sur la rivière Bothsé-Kosi.
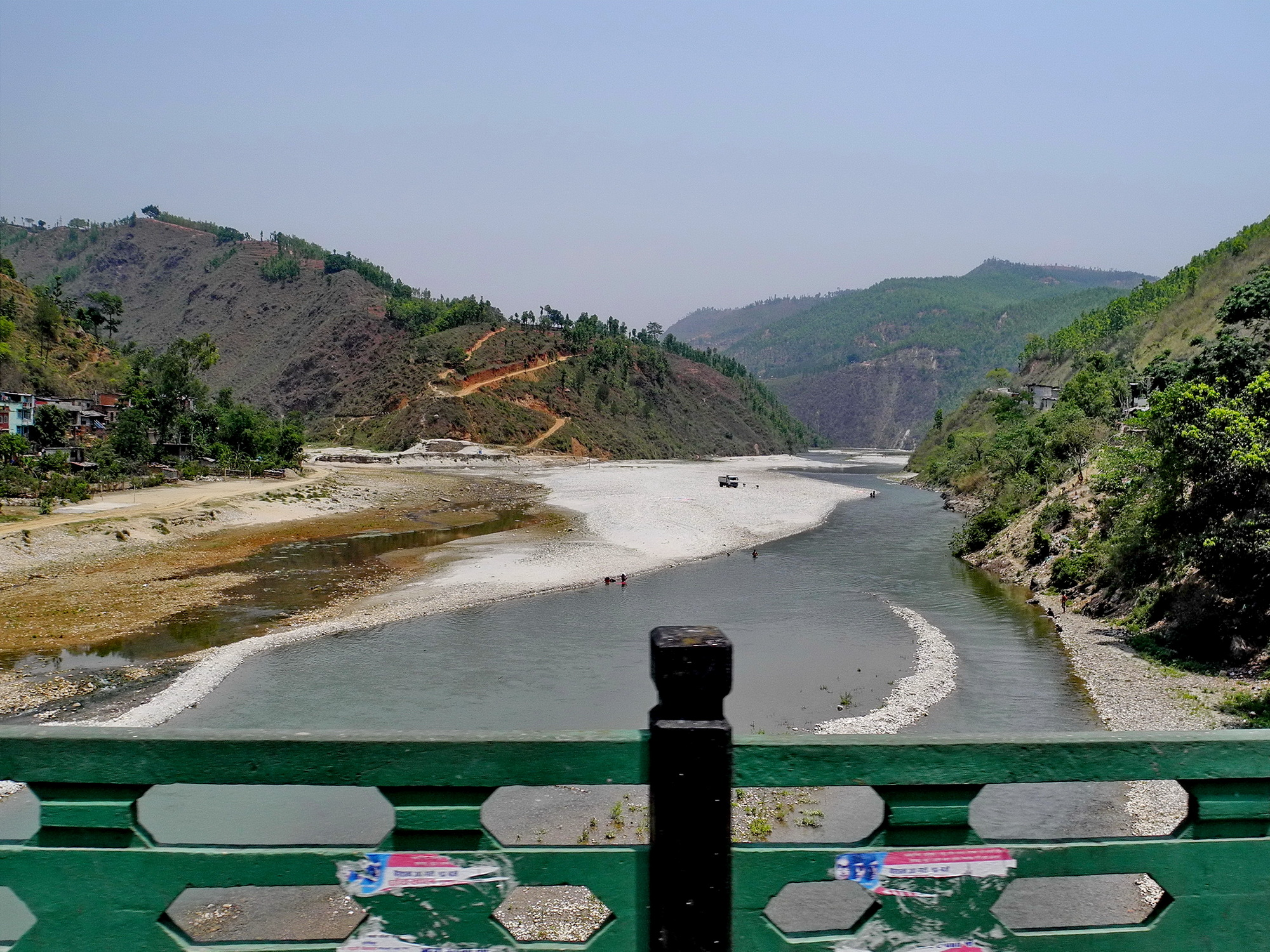
Pont de Dolaghbat sur la rivière Bothsé-Kosi.